# Pro All Star Series
Pro All Star Series (PASS) est une organisation sanctionnant des séries de course automobile de type stock-car sur courtes pistes asphaltées actives sur la côte est des États-Unis et du Canada, fondée en 2001 par l’ancien pilote américain Tom Mayberry. Elle a son siège social à Naples, Maine.

## Histoire
À l’origine, PASS était une série pour voitures Super Late Model (ou Pro Stock) œuvrant dans les états de la Nouvelle-Angleterre et l’est du Canada. Au fil des saisons, des séries parallèles se sont greffées à l’organisation PASS, notamment la populaire PASS Modified Series pour voitures modifiées en 2004.
À partir de 2006, une deuxième série pour voitures Super Late Model est créée plus au sud, couvrant les états de la Virginie, les Caroline du Nord et du Sud, la Géorgie et le Tennessee. On parlera désormais des séries vedettes comme la PASS North et la PASS South.
Alors que dans la série South aucun pilote n’a encore remporté le championnat plus d’une fois, dans la série North, Johnny Clark (6) et Ben Rowe (4) ont raflé à eux deux tous les titres, sauf la saison inaugurale remportée par Sam Sessions et les quatre dernières, en 2012, remportée par Travis Benjamin, en 2013 par Cassius Clark, en 2014 par D.J. Shaw et en 2015 par Mike Rowe.
Depuis 2008, de quatre à six courses sélectionnées dans les calendriers des séries nord et sud forment un championnat distinct servant à déterminer un champion national sous le nom PASS National Championship Super Late Model Series.
En 2013, une "triple couronne", série de trois courses à l'intérieur même du calendrier de la série PASS North, est courue à l'Autodrome Chaudière, la dernière de ces courses comptant aussi pour le championnat national. C'est Johnny Clark qui remporte cette triple couronne. Aussi en 2013, PASS passe à l'ouest en présentant une triple couronne "nord-ouest" à la piste Wenatchee Valley's Super Oval de East Wenatchee dans l'état de Washington.

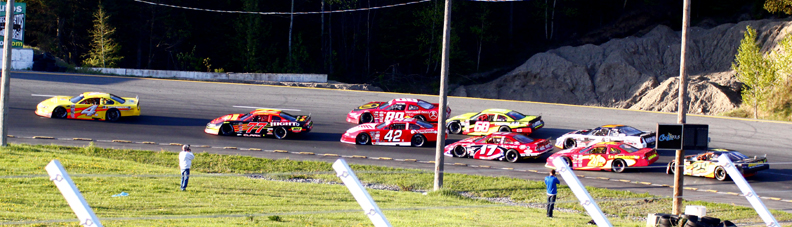
Série PASS North - Autodrome Chaudière - 18 mai 2013 - Photo Paul-Émile Poulin-Jacques

## Circuits utilisés par la série PASS North
| Années                                      | Pistes                               | Localisation                   | Longueur                   |
| ------------------------------------------- | ------------------------------------ | ------------------------------ | -------------------------- |
| 2001, 2004, 2007, 2009-2011, 2015           | Lee USA Speedway                     | Lee, New Hampshire             | 3/8 de mille (603 m)       |
| 2001-2008                                   | Scotia Speedworld                    | Enfield, Nouvelle-Écosse       | 3/10 de mille (483 m)      |
| 2001-2007, 2009, 2014-2015                  | Speedway 95                          | Bangor, Maine                  | 1/3 de mille (536 m)       |
| 2001-2014                                   | White Mountain Motorsports Park      | North Woodstock, New Hampshire | 1/4 de mille (402 m)       |
| 2001, 2003-2006, 2010-2013                  | Canaan Fair Speedway                 | Canaan, New Hampshire          | 1/3 de mille (536 m)       |
| 2001-2003, 2005, 2008, 2011-2012, 2014-2015 | Star Speedway                        | Epping, New Hampshire          | 1/4 de mille (402 m)       |
| 2002, 2005-2007, 2011-2015                  | Oxford Plains Speedway               | Oxford, Maine                  | 3/8 de mille (603 m)       |
| 2002-2003, 2009-2014                        | Speedway 660                         | Geary, Nouveau-Brunswick       | 1/3 de mille (536 m)       |
| 2002-2007, 2009-2010                        | Unity Raceway                        | Unity, Maine                   | 1/3 de mille (536 m)       |
| 2002, 2014-2015                             | Autodrome Montmagny                  | Montmagny, Québec              | 3/8 de mille (603 m)       |
| 2002-2003, 2007-2008                        | Wiscasset Raceway                    | Wiscasset, Maine               | 3/8 de mille (603 m)       |
| 2003-2012                                   | Thompson International Speedway      | Thompson, Connecticut          | 5/8 de mille (1 006 m)     |
| 2004-2005, 2007-2010                        | Riverside Speedway                   | Groveton, New Hampshire        | 1/4 de mille (402 m)       |
| 2005-2015                                   | Beech Ridge Motor Speedway           | Scarborough, Maine             | 1/3 de mille (536 m)       |
| 2006-2007                                   | Riverside International Speedway     | Antigonish, Nouvelle-Écosse    | 1/3 de mille ovale (536 m) |
| 2009-2012                                   | Seekonk Speedway                     | Seekonk, Massachusetts         | 1/3 de mille (536 m)       |
| 2010                                        | Spud Speedway                        | Caribou, Maine                 | 1/3 de mille (536 m)       |
| 2011-2015                                   | Autodrome Chaudière                  | Vallée-Jonction, Québec        | 1/4 de mille (402 m)       |
| 2012                                        | Stafford Motor Speedway              | Stafford Springs, Connecticut  | 1/2 mille (805 m)          |
| 2015                                        | Airborne Park Speedway               | Plattsburgh, New York          | 1/2 mille (805 m)          |
| 2015                                        | Thunder Road International Speedbowl | Barre, Vermont                 | 1/4 de mille (402 m)       |
| 2015                                        | New Hampshire Motor Speedway         | Loudon, New Hampshire          | 1 mille (1 609 m)          |

## Circuits utilisés par la série PASS South
| Années                | Pistes                             | Localisation                      | Longueur               |
| --------------------- | ---------------------------------- | --------------------------------- | ---------------------- |
| 2006-2015             | Hickory Motor Speedway             | Hickory, Caroline du Nord         | 3/8 de mille (603 m)   |
| 2006, 2009, 2013-2015 | Southern National Motorsports Park | Lucama, Caroline du Nord          | 4/10 de mille (644 m)  |
| 2006                  | Florence Motor Speedway            | Timmonsville, Caroline du Sud     | 4/10 de mille (644 m)  |
| 2006-2014             | Orange County Speedway             | Rougemont, Caroline du Nord       | 3/8 de mille (603 m)   |
| 2006-2007             | Lanier National Speedway           | Braselton, Géorgie                | 3/8 de mille (603 m)   |
| 2006, 2008-2015       | South Boston Speedway              | South Boston, Virginie            | 4/10 de mille (644 m)  |
| 2007, 2011-2013, 2015 | Anderson Motor Speedway            | Anderson, Caroline du Sud         | 3/8 de mille (603 m)   |
| 2007, 2011            | Gresham Motorsports Park           | Jefferson, Géorgie                | 1/2 mille (805 m)      |
| 2007-2010, 2014-2015  | Greenville-Pickens Speedway        | Greenville, Caroline du Sud       | 1/2 mille (805 m)      |
| 2007, 2010-2012, 2015 | Concord Motorsport Park            | Concord, Caroline du Nord         | 1/2 mille (805 m)      |
| 2008                  | Watermelon Capital Speedway        | Cordele, Géorgie                  | 3/8 de mille (603 m)   |
| 2008, 2011-2012       | Motor Mile Speedway                | Radford, Virginie                 | 4/10 de mille (644 m)  |
| 2008-2010, 2012       | Wake County Speedway               | Raleigh, Caroline du Nord         | 1/4 de mille (402 m)   |
| 2008-2015             | Dillon Motor Speedway              | Dillon, Caroline du Sud           | 4/10 de mille (644 m)  |
| 2008, 2012-2015       | Caraway Speedway                   | Asheboro, Caroline du Nord        | 4/10 de mille (644 m)  |
| 2008-2010             | Newport Speedway                   | Newport, Tennessee                | 4/10 de mille (644 m)  |
| 2009                  | Coastal Plains Raceway             | Jacksonville, Caroline du Nord    | 4/10 de mille (644 m)  |
| 2009                  | New Senoia Speedway                | Senoia, Géorgie                   | 3/8 de mille (603 m)   |
| 2010-2011, 2014-2015  | Ace Speedway                       | Almance County, Caroline du Nord  | 4/10 de mille (644 m)  |
| 2010-2011             | North Wilkeboro Speedway           | North Wilkeboro, Caroline du Nord | 5/8 de mille (1 006 m) |
| 2012                  | Fairgrounds Speedway               | Nashville, Tennessee              | 5/8 de mille (1 006 m) |
| 2013, 2015            | Myrtle Beach Speedway              | Myrtle Beach, Caroline du Sud     | 1/2 mille (866 m)      |
| 2014                  | Lonesome Pine Raceway              | Coeburn, Virginie                 | 3/8 de mille (603 m)   |
| 2014                  | Franklin County Speedway           | Callaway, Virginie                | 3/8 de mille (603 m)   |
| 2015                  | Kingsport Speedway                 | Kingsport, Tennessee              | 3/8 de mille (603 m)   |

## Quelques faits et chiffres
Les pilotes les plus victorieux (après la saison 2015):
- PASS North
- Ben Rowe 39
- Johnny Clark 35
- Mike Rowe 21
- PASS South
- Preston Peltier 14
- Jay Fogleman 9
- Ben Rowe 9

Nombres de courses présentées comptant pour les championnats (après la saison 2015):
- PASS North: 208
- PASS South: 123

## Champions de la série PASS North
- 2015 Mike Rowe
- 2014 D.J. Shaw
- 2013 Cassius Clark
- 2012 Travis Benjamin
- 2011 Johnny Clark
- 2010 Johnny Clark
- 2009 Johnny Clark
- 2008 Johnny Clark
- 2007 Ben Rowe
- 2006 Johnny Clark
- 2005 Ben Rowe
- 2004 Johnny Clark
- 2003 Ben Rowe
- 2002 Ben Rowe
- 2001 Sam Sessions

## Champions de la série PASS South
- 2015 Tate Fogleman
- 2014 Tyler Church
- 2013 Jay Fogleman
- 2012 Kyle Grissom
- 2011 Ryan Blaney
- 2010 Preston Peltier
- 2009 Ben Rowe
- 2008 Alex Haase
- 2007 Ryan Lawler
- 2006 Mike Rowe

## Champions de la série PASS National Championship Super Late Model
- 2015 Joey Doiron
- 2014 Ben Rowe
- 2013 Jay Fogleman
- 2012 Jay Fogleman
- 2011 Ben Rowe
- 2010 Preston Peltier
- 2009 Ben Rowe
- 2008 Cassius Clark